# Iochroma
Iochroma és un gènere de plantes en la família de les Solanaceae. Es troben als boscos d'Amèrica del Sud i Mèxic. Van des de Colòmbia fins a l'Argentina o quan s'exclouen determinades espècies (vegeu més avall) des de Colòmbia fins al Perú. Les seves flors pol·linitzades per colibrí són tubulars o en forma de trompeta, i poden ser blaves, morades, vermelles, grogues o blanques, convertint-se en baies pulposes. El calze cupular (en forma de copa) està inflat en algunes espècies. Les fulles són alternes, simples i senceres.
Els iochromes es conreen com a plantes ornamentals amb flors i a les zones més fresques (zones 7-8/9) són arbustos de pati útils per a l'exhibició d'estiu o plantes d'hivernacle. La majoria no són resistents a les gelades i s'han d'hivernar sota protecció. A les zones més càlides (zones 9-10) es poden utilitzar com a plantes paisatgístiques. Normalment s'entrenen com a estàndards (topiari) per controlar la seva mida i forma. Les flors de Iochroma atrauen els colibrís (només a Amèrica) i les abelles als jardins.
Com moltes plantes de les Solanaceae, les espècies Iochroma contenen fitoquímics amb un valor farmacèutic potencial, però el gènere no ha estat estudiat exhaustivament en aquest sentit. Iochroma fuchsioides és presa pels curanderos dels indis Kamsa de la vall de Sibundoy als Andes colombians per a diagnòstics difícils, els efectes secundaris desagradables que duren diversos dies. S'han aïllat una varietat de withanòlids i amides d'àcid hidroxicinàmic d'espècies Iochroma.

## Espècies seleccionades
Secció Iochroma
- Iochroma albianthum S. Leiva
- Iochroma australe Grisebach (veure notes)
- Iochroma ayabacense S. Leiva
- Iochroma calycinum Bentham
- Iochroma confertiflorum (Miers) Hunziker
- Iochroma cornifolium Miers
- Iochroma cyaneum (Lindley) M. L. Green
- Iochroma edule S. Leiva
- Iochroma fuchsioides Miers
- Iochroma gesnerioides (Humboldt, Bonpland & Kunth) Miers
- Iochroma grandiflorum Bentham
- Iochroma loxense Miers
- Iochroma nitidum S. Leiva & V. Quipuscoa
- Iochroma peruvianum (Dunal) J. F. Macbride
- Iochroma piuram S. Leiva
- Iochroma sagasteguii sp. nov ined.
- Iochroma salpoanum S. Leiva & P. Lezama
- Iochroma schjellerupii S. Leiva & Quipuscoa
- Iochroma squamosum S. Leiva & V. Quipuscoa
- Iochroma stenanthum S. Leiva, V. Quipuscoa & N. W. Sawyer
- Iochroma tingoense sp. nov ined.
- Iochroma tupayachianum S. Leiva
- Iochroma umbellatum (Ruiz & Pavon) D'Arcy

Secció Lehmannia
- Iochroma ellipticum (Hook.f.) Hunziker
- Iochroma lehmannii Bitter

Secció Spinosa
- Iochroma cardenasianum Hunziker
- Iochroma parvifolium (Roemer & Schultes) D'Arcy